# パーリ学仏教文化学会
パーリ学仏教文化学会（ぱーりがくぶっきょうぶんかがっかい、Society for the Study of Pali and Buddhist Culture）は、日本のパーリ仏教に関する学会。

## 沿革
- 1986年、前田惠學博士が私財を投じて発起人となり、日本のパーリ学仏教学研究者を中心に創設。

## 概要

### 設立目的
- 本会は、パーリ学仏教文化学の研究者が、相互に斯学の向上発展を期することを目的とする。

### 理事長
- 2008年5月まで橘堂政弘 (仏教学者)・椙山女学園大学教授
- 2012年5月まで片山一良 (仏教学者)・駒澤大学教授
- 2012年5月から奥田聖應 (インド学)・四天王寺管長

### 会員
- 普通会員、維持会員の二種とするが、必要ならば賛助会員・準会員を認めることができる。

### 入会資格
- 四年制大学卒業と同等の者で、同学会の理事2人から推薦された者。

### 研究発表資格
- 大学院修士号所持者と同等の者。

### 会員数
- 2010年現在、会員300名。

## 研究発表公開
- 学術大会 - 年1回、関東、中部、関西を巡回しながら開催
- 研究会 - 年1回、日本国内外の著名な研究者を招聘して開催
- 論集 - 年1回、『パーリ学仏教文化学』(Journal of Pali and Buddhist Studies)。査読有。1988年刊行（以降、継続、1-37号 (2024年現在)）

## 研究助成
- 前田基金 - 創設会長前田惠學博士の私財提供により、主にアジア諸国における仏教研究のために派遣される研究者を選抜して研究費が支給される。

## 参考資料
- 『前田恵學博士頌寿記念仏教文化学論集』前田恵學博士頌寿記念会（山喜房佛書林 1991年）ISBN 4-7963-0064-3 C3015
- 『パーリ学仏教文化学』第22号, 2008年